# Verba volant, scripta manent

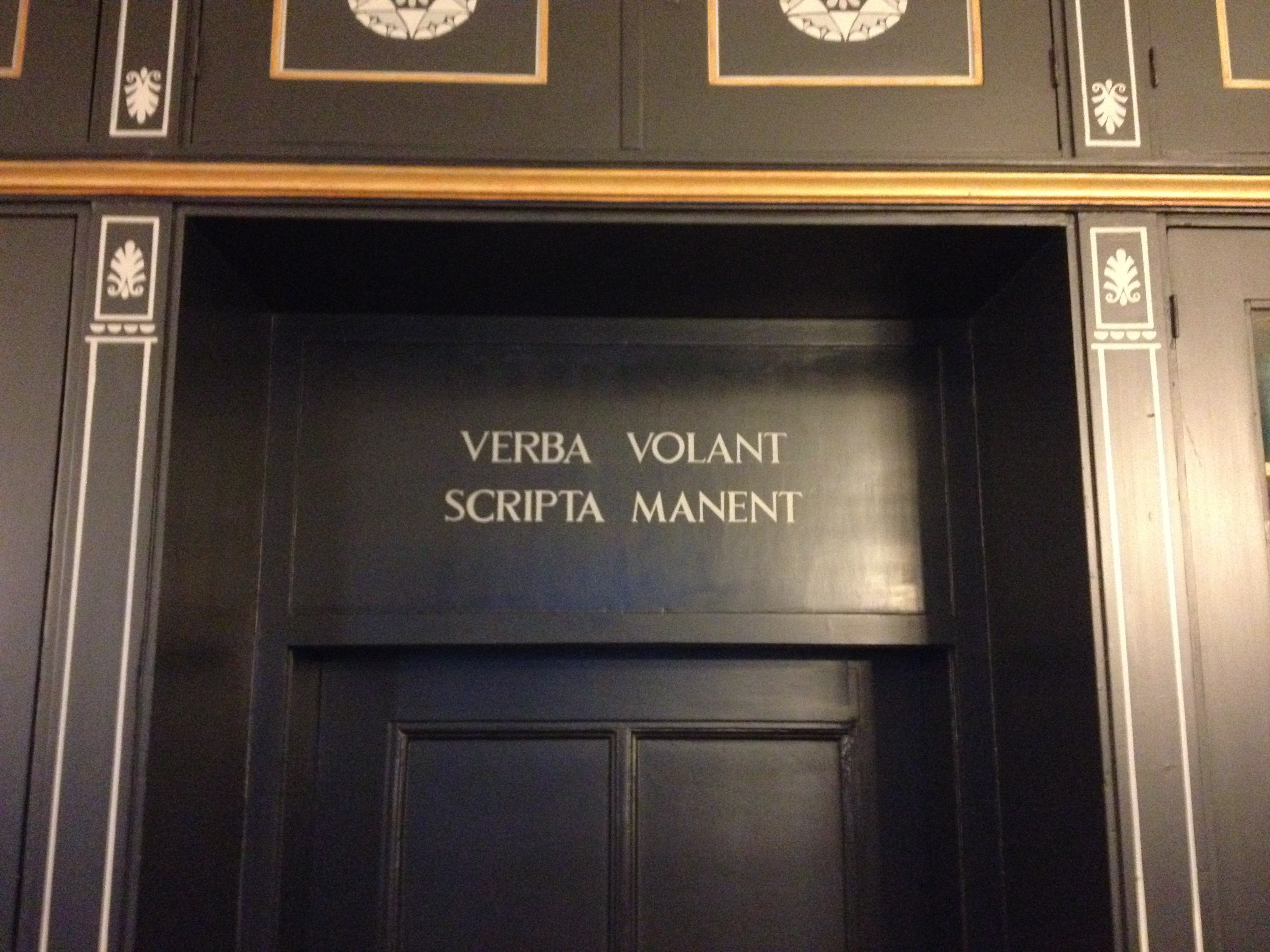
Porta de biblioteca em hospital na Alemanha, com a inscrição.

Verba volant, scripta manent é um  provérbio em latim. Traduzido literalmente como "palavras faladas voam para longe, palavras escritas permanecem" ou  "as palavras voam, os escritos ficam" ou simplesmente "as palavras voam, mas permanecem quando escritas".
Esta frase, que parece ter origem em um discurso de Caio Tito do Senado romano e outras vezes é tida como de origem desconhecida, sugere que as palavras faladas podem ser facilmente esquecidas, mas os documentos escritos sempre podem ser conclusivos em assuntos públicos. Um significado relacionado é que se duas pessoas querem estabelecer um acordo formal sobre algo, é melhor colocá-lo por escrito, ao invés de apenas ter um acordo verbal. Pode também referir-se ao aumento subsequente da recordação das palavras que estão escritas do que aquelas que são meramente faladas ou pensadas.
Em 2015, o provérbio tomou as notícias do Brasil por ter sido usado em uma carta do então vice-presidente da República, Michel Temer, endereçada a Presidente Dilma Roussef. Nela, Temer afirma que passou todo seu mandato sendo um "vice decorativo" e que perdeu seu protagonismo político. A carta foi vista como um movimento de afastamento definitivo de Temer do governo da presidente Dilma, que sofreria um processo de impeachment meses depois, culminando na sua cassação e na nomeação definitiva de Michel Temer como Presidente da República até o final do mandato em 31 de Dezembro de 2018. 